# Motomami, Rosalía TikTok live performance (vídeo musical)
Motomami, Rosalía TikTok live performance, és una obra audiovisual que fou estrenada el 21 de març de 2022 amb motiu de presentar i promocionar el nou àlbum Motomami de la cantant Rosalía que finalment estaria a la venda el 18 de març de 2022.
En aquesta peça audiovisual van ser presentades les 14 cançons que formarien part del nou disc de la cantant, amb una versió acurtada d'aquestes, les quals no es mostraven senceres sinó una part. Les cançons presentades són van ser:Saoko, Candy, La Fama, Bulerías, Chicken Teriyaki, Hentai, Bizcochito, G3N15, Motomami, Diablo, Abcdefg, La Combi Versace, Como un G i CUUUUuuuuuute. Sakura i Delirio de Grandeza dues cançons que també formen part del disc no apareixen en aquesta presentació. Pel que fa a la durada de cada cançó, és aproximadament de dos minuts variant depèn de cada una. Les cançons queden enllaçades amb transicions de càmera i a l'inici de cada una d'elles apareix el títol amb la mateixa tipografia utilitzada en el disc amb l'estil handscript, que imita l'escriptura natural humana. Motomami Rosalía TikTok live performance, ha sigut dirigida per Ferrán Echegaray, STILLZ, i la mateixa Rosalía. L'estilisme ha sigut dissenyat i dirigit per la valenciana Pepa Salazar i la germana de Rosalía, Pilar Tobella, la qual s'ocupa de l'estilisme en la majoria de projectes de la seva germana.

## Guardons
La peça ha sigut molt valorada pel sector, ja que ha estat una orba presentada en una plataforma i un format on mai s'havia treballat abans d'aquesta manera. En concret va ser realitzada amb format vertical quan l'usual en el món audiovisual és l'horitzontal, i presentant en una app amb molta fama entre els joves en els últims anys (TikTok). L'obra ha estat guardonada en l'edició número 70 del Festival Internacional de la Creativitat Cannes Lions, en aquesta, dins la categoria Entertainment Lions for Music la qual se centra a guardonar aspectes sobre disseny, màrqueting, distribució i publicitat en el món de la música. Rosalía s'endugué en concret el Lleó d'or en la categoria de Fan Engagement / Community Building, així com el Lleó de Plata en la categoria Excellence in Music Video. També fou guardonada amb dos Lleons de bronze un en la categoria Partnership with Music Talent i un altre per la creativitat impulsada per l'àudio. En la categoria: Millor Música Llatina dels Latin Grammys també fou nominada, essent així la primera vegada que una peça audiovisual mostrada en un plataforma com TikTok era nominada en aquesta categoria. Un altre reconeixement que rebé fou el de Millor Vídeo Versió Llarga en un esdeveniment organitzat per la mateixa plataforma TikTok.

## Aportacions en el sector audiovisual
Alguns dels ítems que s'han valorat i s'han considerat una aportació per al sector audiovisual i amb els quals se sosté la decisió dels guardons que ha rebut aquesta performance, han sigut la utilització únicament de telèfons mòbils per a la filmació, adoptant així el format vertical que aporten les pantalles d'aquests dispositius, alhora també és la manera en què serà vista la peça, des de l'aplicació TikTok la qual es caracteritza també per l'ús de la verticalitat en el seu contingut. En l'entrevista de la pàgina web Hipertextual a Christopher Ripley director de fotografia de l'obra, explica com el format vertical no és comú en la majoria de produccions audiovisuals i parla de les possibilitats que aquests aporta : “He grabado bastante en formato vertical para diferentes proyectos cortos, pero es la primera vez que lo hago en un largometraje. En un formato estándar horizontal tienes que alejarte bastante o elegir un plano general amplio para mostrar las coreografías de cuerpo entero. Nos encantó cómo grabar en vertical nos permitía capturar la acción de cuerpo entero, pero al mismo tiempo mantenernos cerca del talento.”
El fet que la gravació s'hagi realitzat amb telèfon intel·ligent, en concret el model iPhone 13 Pro activant i desactivant el mode ProRes depenent del tipus de filmació buscat, ha permès unes transicions que amb càmera de vídeo generen més dificultats. Alguns exemples els trobem quan la cantant sustenta el mòbil amb les mans i es grava amb mode selfie o d'altres no gaire usuals generant sensacions de caos, com la càmera caient a terra, o que aquesta mateixa passi de les mans d'un ballarí a un altre, quan es capgira i obliga l'espectador/a a anar girant el telèfon mòbil des d'on està visionant l'actuació generant així interacció amb el públic.
Altres aspectes tècnics usats són la decisió de desactivar l'estabilització òptica o d'imatge del telèfon mòbil per a generar una imatge més inestable, la qual caracteritza les xarxes socials actuals. Rosalía i els directors/es i muntadors/es de Motomami, Rosalía TikTok live performance, també han decidit afegir escenes com, un ballarí “espiant” el telèfon mòbil, o la mateixa Rosalía sortint fora de l'espai de rodatge fent un descans. En aquest moment l'espectador/a pot escoltar els missatges d'àudio de veu que envia la cantant com si es trobessin dins del seu dispositiu o quan ella mateixa grava la celebració d'aniversari d'una persona de l'equip de treball. Ha creat així un apropament a l'audiència gràcies a totes les decisions tècniques preses veient així aquest nou format com una nova possibilitat audiovisual amb un afavoriment de l'anomenat engagement

## Audiència
El dia del seu llançament i juntament amb les 3 retransmissions a la plataforma TikTok, la performance va tenir 4M reproduccions. Actualment (2023) acumula al voltant de 6.887.304 de visualitzacions i amb un total de 182.000 "m'agrada" a YouTube. El vídeo musical també s'ha afegit a la pàgina web FilmAffinity com a peça audiovisual contemporània. Ha obtingut el lloc 29 en el rànquing de la web dins la categoria: “Rànquing de Videoclips de 2022”, ordenats de millor a pitjor.